# Typhlarmadillidium kratochvili
Typhlarmadillidium kratochvili is een pissebed uit de familie Armadillidiidae. De wetenschappelijke naam van de soort is voor het eerst geldig gepubliceerd in 1938 door Zdenek Frankenberger.